# IC 1396
IC 1396 è un ammasso aperto molto sparso associato a una vasta nebulosa diffusa, visibile nella costellazione boreale di Cefeo; si trova in un tratto di Via Lattea parzialmente oscurato da densi banchi di nebulose oscure, in una regione galattica ricca di polveri e gas neutri con associate stelle giovani e calde di colore blu.

## Osservazione
È facilmente individuabile la sua posizione, subito a sud della stella μ Cephei, una delle stelle più rosse che si conoscano; individuare però l'ammasso in sé non è facile, perché è molto disperso e quasi si confonde con il campo stellare circostante. Ciò che, nelle foto a lunga posa prese attraverso un telescopio, appare ben evidente, è il grande complesso nebuloso che circonda l'ammasso; il suo aspetto è rozzamente circolare e attraversato da numerose macchie scure, che ad un'analisi più attenta si rivelano essere dei globuli di Bok, ossia regioni della nebulosa particolarmente concentrate dove avviene la formazione di nuove stelle. Si tratta dunque di una regione H II, e fa parte di un vasto sistema di nubi molecolari e associazioni OB chiamato Complesso nebuloso di Cefeo.
Una particolare nebulosa oscura che si sovrappone all'oggetto, vdB 142, viene chiamata anche Proboscide d'Elefante. IC 1396 dista dal Sole circa 3000 anni-luce.

## Caratteristiche
I gas del complesso nebuloso di IC 1396 sono eccitati dal vento stellare della gigante blu HD 206267, appartenente all'associazione Cepheus OB2. Sembra che l'espansione di questa regione H II abbia creato un ampio anello di gas molecolare dal raggio di circa 12 parsec, in un lasso di tempo di almeno 3 milioni di anni. La struttura ad anello si estende per circa 3° ed è circondata da un gran numero di globuli scuri, al cui interno probabilmente avviene la formazione di nuove stelle a causa della compressione ad opera della ionizzazione, del fronte dell'onda d'urto dei venti stellari e della pressione di radiazione; i globuli maggiori si trovano sul lato nord-occidentale della regione nebulosa.
Negli anni ottanta sono stati identificati 32 globuli, che hanno ricevuto una designazione numerica da 1 a 32 con prefisso GRS (Globules of Radial Systems); quattro sistemi radiali di globuli sono stati identificati nei pressi di IC 1396, mentre uno di questi è centrato esattamente sulla nebulosa. Fra i globuli è presente anche la famosa struttura nota come Proboscide d'elefante (vdB 142). All'infrarosso sono state invece condotte delle ricerche per la localizzazione degli oggetti stellari giovani associati ai globuli; si è scoperto così che solo sei sorgenti associate con globuli possiedono una struttura e luminosità tali da poter essere state causate da un riscaldamento esterno, mentre la gran parte di queste non sarebbe legata ai fenomeni di formazione stellare. Nel 2005, tramite uno studio condotto nel vicino infrarosso, sono stati identificati 25 globuli, dei quali quattro non erano stati riportati nel catalogo SIMBAD; per tutti i globuli eccetto quattro, fu possibile determinare la massa, mentre non fu possibile misurare il diametro per sette di essi. Cinque globuli contengono una ricca popolazione di oggetti dalla luce arrossata, probabilmente stelle in formazione; questi cinque globuli possiedono il più alto tasso di estinzione, che farebbe pensare ad una relazione fra l'intensità dell'attività di formazione stellare e la massa dei globuli stessi.
Nei globuli con la massa più piccola si crede che la formazione stellare sia spesso influenzata dalla pressione di radiazione di una stella brillante posta nelle vicinanze; in uno studio condotto su uno di questi, illuminato dalla brillante gigante blu HD 206267, è stato evidenziato un legame con la distanza di questa stella, suggerendo che l'evaporazione a causa della fotoionizzazione influenzi la distribuzione della massa del globulo attorno alla gigante blu. L'influenza della stella è data dalla compressione dei gas ad opera della pressione di radiazione.